# موسکوژو
موسکوژو (به لاتین: Moskorzew) یک روستا در لهستان است که در گمینا موسکوژو واقع شده‌است. موسکوژو ۶۴۴ نفر جمعیت دارد.